# C. Hartwig Gdynia

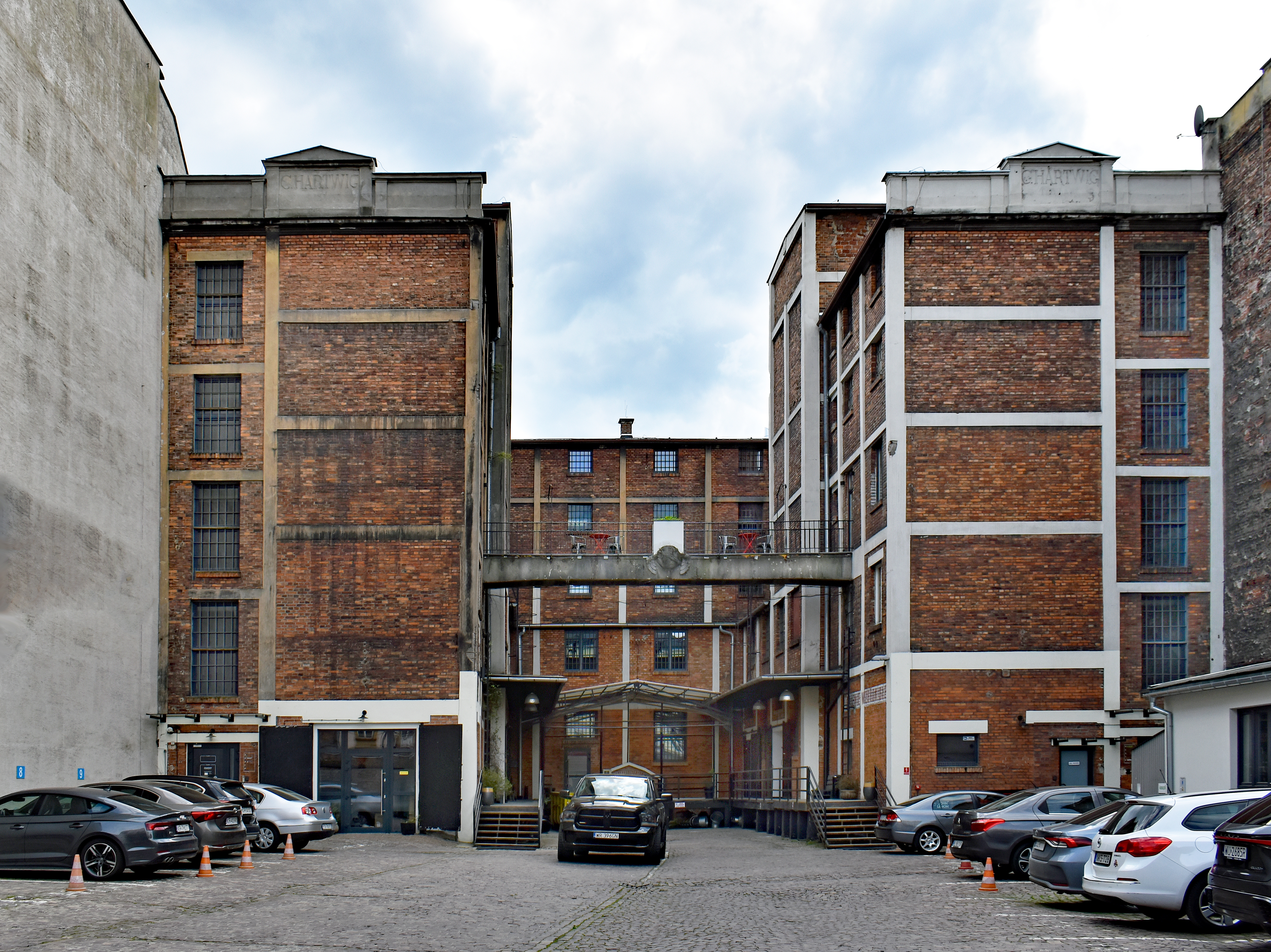
Dawne magazyny firmy C. Hartwig (proj. Ludwik Wojtyczko, 1920)
Kraków, ul. Długa 72

C. Hartwig Gdynia S.A. – jedno z najstarszych polskich przedsiębiorstw spedycyjnych z tradycjami sięgającymi 1858 roku, oferujące rozwiązania z zakresu wszystkich obszarów spedycji międzynarodowej. Założycielem przedsiębiorstwa był Carl Hartwig.
W okresie Polskiej Rzeczypospolitej Ludowej przedsiębiorstwo działało w formie przedsiębiorstwa państwowego pod nazwą Przedsiębiorstwo Spedycji Międzynarodowej „C. Hartwig” w Gdyni.

## Opis
Przedmiotem działalności przedsiębiorstwa jest świadczenie usług spedycyjnych i transportowych w zakresie obsługi międzynarodowych obrotów towarowych w kraju i za granicą, z uwzględnieniem wszystkich gałęzi transportu i kierunków geograficznych w eksporcie, imporcie i tranzycie.
Biuro Główne C. Hartwig Gdynia znajduje się w Gdyni. Obecność przedsiębiorstwa w tym mieście datuje się od 1926, kiedy to rozpoczął działalność oddział morski przedsiębiorstwa.
Infrastrukturę C. Hartwig Gdynia S.A., oprócz biura głównego, tworzy sieć innych biur, magazynów i składów celnych, rozsianych na terenie całego kraju. Pozostałe biura przedsiębiorstwa mieszczą się w Warszawie, Gdańsku, Poznaniu, Szczecinie, Wrocławiu, Łodzi, Katowicach, a także – w formie zagranicznych spółek zależnych – w Nowym Jorku (Amerpol International, Inc.), Felixstowe (PSA Transport Ltd.) i Hamburgu (Poltrans Speditionsgesellschaft mbH).
Od 2014 do 2021 C. Hartwig Gdynia należała do grupy kapitałowej OT Logistics.
Przedsiębiorstwo jest członkiem organizacji: FIATA (International Federation of Freight Forwarders Associations), PISiL (Polskiej Izby Spedycji i Logistyki), KIGM (Krajowej Izby Gospodarki Morskiej), ZMPD (Zrzeszenia Międzynarodowych Przewoźników Drogowych).

## Historia

### Lata 1858-1918
1 lipca 1858 Carl Hartwig, obywatel Wielkiego Księstwa Poznańskiego i mieszkaniec Poznania, założył niewielką garbarnię. Dzięki dynamicznemu rozwojowi gospodarczemu regionu i powstającym nowym potrzebom, garbarnia wkrótce przekształciła się w firmę obsługującą targi i wystawy. Postępujący w kolejnych latach rozwój rolnictwa, przemysłu i handlu wywołał zapotrzebowanie na usługi transportowe. Poszukiwani stali się specjaliści od przepisów i zwyczajów transportowych, taryf przewozowych i celnych oraz towaroznawstwa. Carl Hartwig postanowił wyjść naprzeciw tym potrzebom. Firma spedycyjna C. Hartwig współpracowała wkrótce z towarzystwami kolejowymi, zajmując się dowozem i odbiorem towarów ze stacji. Świadczyła też usługi pakowania oraz składowania towarów, dostaw materiałów budowlanych i opałowych oraz specjalizowała się w przeprowadzkach. Uruchomienie w Poznaniu jarmarków wełny owczej, sprawiło, że C. Hartwig włączył się w ich organizację. Łączyło się to m.in. z przewozem i składowaniem wełny w specjalnie wybudowanych magazynach.
18 października 1879, po 21 latach prowadzenia firmy, Carl Hartwig zmarł. Przedsiębiorstwo przejęła wdowa po nim i prowadziła je przy udziale prokurentów: Augusta Dittricha i Edwarda Hampla, którzy z czasem stali się właścicielami firmy.
W grudniu 1918 władze polskie nabyły przedsiębiorstwo od A. Dittricha i 1 stycznia 1919 do rejestru handlowego wpisano spółkę akcyjną o nazwie: „Dom Handlowo-Ekspedycyjny Aktiengesellschaft Spedition und Lagergeschafte ferner der Handel mit Waren und die Fortfuhrung der Geschafte der Firma C. Hartwig in Posen”. W następnych latach otwarto oddziały w Warszawie, Krakowie, Katowicach i Lwowie. Firma miała swoje punkty także w Austrii i w Niemczech, a swoich przedstawicieli posiadała prawie we wszystkich państwach Europy.

### Lata 1918-1945
Odzyskanie przez Polskę dostępu do morza w 1918 stworzyło nowe perspektywy przed polskim handlem zagranicznym. Aby to wykorzystać, C. Hartwig powołał w 1919 oddział w Gdańsku. Natomiast dynamiczna rozbudowa portu w Gdyni sprawiła, że 15 listopada 1926 spółka otworzyła tam swój oddział. Już po trzech latach, firma obsługiwała 11% polskiego handlu zagranicznego, świadcząc jednocześnie usługi maklerskie.
Od 1930 nastąpiła pierwsza przerwa w funkcjonowaniu gdyńskiego biura, którą zakończyło wznowienie działalności 1 stycznia 1936. Jego dyrektorem został najpierw Marcjan Bielecki, a od 1938 do wybuchu II wojny światowej, kierował nim Bolesław Romański. Siedziba firmy początkowo mieściła się przy ul. Abrahama 2, później przy ul. Węglowej 28. Domeną oddziału w dalszym ciągu pozostawała spedycja portowo-morska. W latach 1936–1938 obsłużono około 49% ładunków polskiego handlu zagranicznego, a głównymi ładunkami były: masło, cynk, żelazo, celuloza- w eksporcie oraz bawełna, nawozy sztuczne, srebro, juta, kakao, herbata, kawa i kauczuk – w imporcie. Dalszy rozwój firmy przerwała wojna.
14 lutego 1945 Antoni Weselik, długoletni pracownik przedsiębiorstwa, zgłosił w poznańskim urzędzie wojewódzkim spółkę pod dawną nazwą „C. Hartwig S.A. Oddział w Poznaniu”.

### Lata 1945-2002
Upaństwowiona firma reaktywowała działalność 15 maja 1945 i na przełomie maja i czerwca 1945 była już ponownie obecna w Gdyni, prowadząc działalność spedycyjną (obejmującą również teren portu gdańskiego). Jej dyrektorem został Zbigniew Próchnicki, uchwałą Komitetu Ekonomicznego Rady Ministrów (od 1 stycznia 1950) C. Hartwig stał się jedynym przedsiębiorstwem spedycji międzynarodowej (spedycję krajową przejęła Państwowa Komisja Samochodowa). Zarząd spółki przeniesiono do Warszawy oraz powołano Dyrekcję Morską, na której czele stanął Stanisław Kogutowski.
W latach 60., C.Hartwig współdziałał z gdyńskim portem w zakresie wdrażania konteneryzacji. W lipcu 1965 gdyński oddział zorganizował pierwsze dostawy mięsa w 20 kontenerach chłodniczych do Wielkiej Brytanii, a w roku 1968 Ministerstwo Handlu Zagranicznego, zakupiło z inicjatywy C. Hartwig, pierwszych 100 kontenerów, które przekazano PLO. Znaczenie Spółki w rozwoju przewozów kontenerowych znalazło potwierdzenie w decyzji MHZ, który w 1971 wyznaczył, już C. Hartwig Gdynia, jako głównego spedytora międzynarodowego w zakresie przewozów kontenerowych.
Od 1969 zaczęto rozważać likwidację C. Hartwig jako spółki akcyjnej. Ostatecznie jej rozwiązanie nastąpiło 24 marca 1969, a od stycznia 1970 powołano pięć samodzielnych przedsiębiorstw państwowych, o nazwie „Przedsiębiorstwo Spedycji Międzynarodowej C. Hartwig”, gdzie C. Hartwig Gdynia zajął wiodącą pozycję w obsłudze ładunków handlu zagranicznego drogą morską.
Współczesny etap rozwoju firmy rozpoczął się 1 lipca 1995 wraz z przekształceniem C. Hartwig Gdynia S.A. w jednoosobową spółkę skarbu państwa. Zaledwie kilka miesięcy później C. Hartwig Gdynia, jako pierwszy z grupy Hartwig, stał się prywatną spółką akcyjną. Od tego momentu rozpoczął się nowy etap w historii C. Hartwig Gdynia S.A. nierozerwalnie związany z dynamicznym rozwojem firmy i jej działalnością na rynku międzynarodowym.

### Lata 2002-2022
W 2002 po etapie restrukturyzacji i zmian organizacyjnych mających na celu dostosowanie się do nowych warunków rynkowych, C. Hartwig Gdynia przejmuje C. Hartwig Gdańsk. Nawiązywanie strategicznych aliansów i rozbudowywanie sieci powiązań międzynarodowych wprowadza przedsiębiorstwo na rynek globalny. 3 stycznia 2014 roku 75% akcji spółki nabyła OT Logistics, zwiększając później swój udział do 87,9% w wyniku transakcji z maja i września tego roku. Następnie w 2020 OT Logistics sprzedała wszystkie swoje akcje C.Hartwig Gdynia niemieckiej grupie kapitałowej Rhenus Beteiligungen International GmbH. 
W 2015 spółka zmieniła siedzibę z ul. Derdowskiego 7 na ul. Śląską 47 w Gdyni.